# Stadtbibliothek Linz

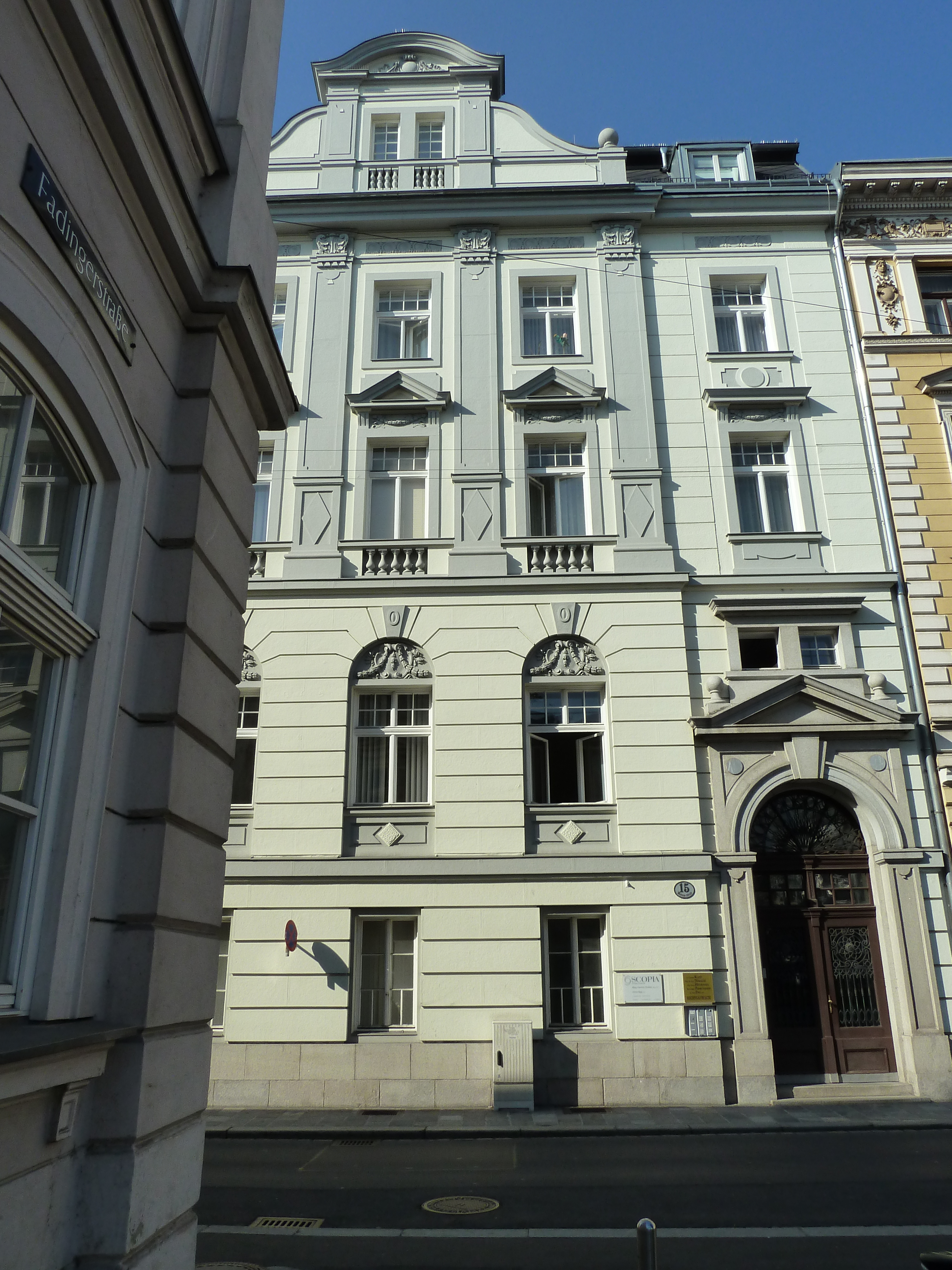
Ehemaliger Standort der Hauptbücherei in der Museumstraße

Die von der Stadt Linz betriebene Stadtbibliothek Linz stellt ein städtisches Bibliotheksnetz dar. Sie widmet sich der breiten Volksbildung.
Neben der Hauptbücherei im Wissensturm unterhält die Stadtbücherei Linz fünf Zweigstellen in den Stadtteilen.

## Geschichte
Bereits in der zweiten Hälfte des 19. Jahrhunderts existierte eine Stadtbibliothek als Archivbibliothek in Linz. Die Stadtbücherei Linz als Volksbücherei wurde 1939 mit einem Buchbestand von 10.000 Büchern gegründet, konnte aber erst 1940 eröffnet werden. Der Standort war im Gebäude der Studienbibliothek Linz am Schillerplatz eingerichtet.
Nach kriegsbedingter Schließung wurde die Bücherei 1946 in einem Schulgebäude wiedereröffnet. 1947 wurde die erste Zweigstelle in Urfahr, 1949 in Kleinmünchen eingerichtet. 1953 erschien ein gedruckter Bücherkatalog, welcher das umfangreichste Bücherverzeichnis war, das nach 1945 in Österreich, Westdeutschland und der Schweiz erschienen ist.
1954 konnte die Hauptbücherei in der Museumstraße eröffnet werden. Dieses Gebäude wurde 1907 als Zweiganstalt der Oesterreichischen Nationalbank erbaut. 1956 wurde das Freihandsystem eingeführt, der Buchbestand betrug in diesem Jahr knapp 50.000 Werke. 1959 wurde die Autobücherei der Stadt Linz, ein Bücherbus, eingeführt, der 1991 eingestellt wurde.
Seit 1989 übernahmen die Büchereien außerdem Dienste des Magistrates, wurde so zu Informations- und später Bürgerservicestellen der Stadt Linz.
2007 übersiedelte die Hauptbücherei von der Museumstraße in den neuen Wissensturm beim Hauptbahnhof. Organisatorisch wurde die Leitung mit der der Volkshochschule Linz zusammengelegt.

## Standorte
- Wissensturm (Hauptbücherei mit Mediathek und Jugendbücherei), Kärntnerstraße 26
- Auwiesen, Wüstenrotplatz (im Einkaufszentrum Auwiesen)
- Dornach/Auhof, Sombartstraße 1–5 (im Seniorenzentrum)
- Ebelsberg, Kremsmünsterer Straße 1–3 (im Volkshaus)
- Pichling, Lunaplatz 4
- Urfahr, Hauptstraße 1–5 (im Neuen Rathaus)

## Ehemalige Standorte
- Hauptbücherei Museumstraße 15: 1954 bis 2007 war die Zentrale in der Museumstraße. Als der neu errichtete Wissensturm eröffnet wurde, übersiedelte sie dorthin.
- AKh Linz: Die Zweigstelle im AKh (Kepler Universitäts-Klinikum Med Campus III) im Bau A wurde 2017 geschlossen.
- Einsteinstraße: Die Zweigstelle im Einkaufszentrum Spallerhof wurde 2017 geschlossen.
- Froschberg: Die Zweigstelle in der Ziegeleistraße wurde mit Eröffnung des Wissensturms 2007 geschlossen.
- Hauserhof: Hier befand sich in den 1950er- bis 1980er-Jahren eine Zweigstelle.
- Keferfeld/Oed: Die Zweigstelle im Volkshaus in der Landwiedstraße wurde 2017 geschlossen.
- Kleinmünchen: um 1980 geschlossen.
- Neue Heimat: Lilienthalstraße (im Volkshaus) wurde 2016 geschlossen.